# Resolució 1643 del Consell de Seguretat de les Nacions Unides
La Resolució 1643 del Consell de Seguretat de les Nacions Unides fou adoptada per unanimitat el 15 de desembre de 2005. Després de recordar resolucions anteriors sobre la situació a Costa d'Ivori, el Consell va prorrogar un embargament d'armes i les restriccions de viatge i financeres contra el país fins al 15 de desembre de 2006, i va incloure la prohibició de comerciar amb diamants.

## Resolució

### Observacions
El Consell de Seguretat va expressar la seva preocupació per la contínua crisi al país. Va instar al govern ivorià i a les Forces Nouvelles de Côte d'Ivoire a renunciar a la violència, particularment contra civils i estrangers, i cooperar amb l'Operació de les Nacions Unides a Costa d'Ivori (UNOCI).
El preàmbul de la resolució també va prendre nota d'una decisió del Procés de Kimberley d'evitar la introducció de diamants de Costa d'Ivori en el comerç de diamants, reconeixent el vincle entre el comerç il·legal i l'explotació de recursos naturals, tràfic d'armes i l'ús de mercenaris per alimentar el conflicte.

### Actes
Sota el Capítol VII de la Carta de les Nacions Unides, el Consell va ampliar les sancions imposades a la Resolució 1572 (2004) durant un any, i va exigir a més que el govern i els rebels proporcionessin una llista d'armes en la seva possessió. Es va imposar una prohibició sobre la importació de diamants en brut. Tots els països havien d'impedir la importació de diamants de Costa d'Ivori al seu territori i informar en un termini de 90 dies sobre les mesures que havien pres per aplicar aquesta mesura. També es van amenaçar altres mesures contra els individus que intentaven bloquejar el procés de pau o que havien comès violacions dels drets humans i incitaven a la violència. Considerava que un atac contra la ONUCI, que rebia suport de les forces franceses i altres, constituïa una amenaça per al procés de reconciliació nacional.
Finalment, el secretari general de les Nacions Unides Kofi Annan va rebre instruccions per establir un grup de cinc experts durant sis mesos per investigar les violacions de les sancions internacionals i formular recomanacions sobre com els països de la regió podrien implementar les mesures.